# Cegra Karl
 (octobre 2019).
Pour les articles homonymes, voir Karl.
Etouffi Devie Grâce Karl dit Cegra Karl est un musicien de rumba congolaise né à Gamboma.

## Biographie
En 2005, Cegra Karl commence sa carrière musicale dans son quartier et entre quatre ans plus tard dans le groupe Extra Musica, avant leur séparation en 2011. Il intègre alors le groupe Génération Universal et participe à l'enregistrement du seul album du groupe. En 2014, les membres du groupe se séparent et Cegra Karl rejoint le groupe du chanteur Doudou Copa.
À partir de l'été 2017, Cegra Karl décide de mener une carrière en solo. Il sort un maxi single de quatre titres intitulé Pas sans toi, avec le label du producteur Bebert Etou, le 14 février 2018. On y trouve des titres comme Elombé,, Chagrin, Au nom de l'amour, ou encore Ba folie. 
Cegra Karl participe au concert de l'émission Couleurs tropicales, de RFI, enregistré en août à l'Institut français du Congo à Brazzaville. En mars 2019, Cegra Karl remporte le Prix de la révélation Afrique Centrale,,,,,, au canal 2'Or au Cameroun, aux côtés de Roga Roga. Ils représentaient ensemble le Congo lors des nominations. 
En avril 2019, il est invité dans l'émission À l'affiche sur France 24, et à Radio France Internationale pour présenter son maxi single et annoncer la préparation d'un album intitulé Décollage.
En août, il sort le single Ma panacée,, en featuring avec l'artiste Fabregas de la RDC. Lui et son producteur et manager Bebert Etou font partie du groupe d'artistes congolais, comme Fally Ipupa, Roga Roga, Koffi Olomidé, et Zaparo de Guerre, qui se rendent aux  obsèques, de DJ Arafat.
De retour à Brazzaville, Cegra Karl quitte le label Bebert Etou Prod pour des raisons inconnues du public et annonce la sortie d'un single en 2020 intitulé Matékita dont il fait l'apologie sur les réseaux sociaux.

## Distinctions
- Révélation Afrique centrale en 2019 au Canal 2'Or[10]
- Révélation de l'année 2018 par le studio 210[22],[23]
- Prix spécial du jury en 2019 par les Sanza de Mfoa à Brazzaville[24]